# فلاديمير سوريا
فلاديمير سوريا (بالإسبانية: Vladimir Soria)‏ (مواليد 15 يوليو 1964) هو لاعب كرة قدم. يلعب مع منتخب بوليفيا لكرة القدم. سبق له أن لعب في كأس العالم لكرة القدم مع منتخب بلاده.

## روابط خارجية
- فلاديمير سوريا على موقع الاتحاد الدولي (مؤرشف)  (الإنجليزية)
- فلاديمير سوريا على موقع قاعدة بيانات كرة القدم.إي يو (الإنجليزية)
- فلاديمير سوريا على موقع ناشيونال فوتبول تيمز (الإنجليزية)
- فلاديمير سوريا على موقع Soccerway.com (الإنجليزية)
- فلاديمير سوريا على موقع عالم كرة القدم.نت (الإنجليزية)